# Exosphaeroides quirosi
Exosphaeroides quirosi es una especie de crustáceo isópodo dulceacuícola de la familia Sphaeromatidae.

## Distribución geográfica
Es endémica de la isla Espíritu Santo (Vanuatu).